# Đồng chí
Đồng chí là một từ Hán Việt, thường được dùng như một đại từ nhân xưng trong tiếng Việt để gọi và xưng hô với những người cùng tổ chức, cùng lý tưởng, cùng đội ngũ... trong các nước xã hội chủ nghĩa hay các đảng phái cánh tả.

## Nguyên nghĩa
Đây là một từ Hán Việt, phát xuất từ chữ Hán là 同志, có nghĩa là "người cùng chí hướng". Tôn Trung Sơn đã sử dụng từ này để chỉ về những người cùng chí hướng cách mạng, và những Đảng viên Quốc dân Đảng cũng từng sử dụng từ ngữ này để gọi nhau. Cách xưng hô này về sau ảnh hưởng đến các đảng viên Trung Hoa Cộng sản Đảng, lan sang những người Việt Nam, gồm cả những người Cộng sản, thậm chí cả ở các đảng chống Cộng như Đại Việt Quốc dân Đảng, Việt Nam Quốc dân Đảng, Cần lao Nhân vị...

## Những ngữ nghĩa khác
Trong tiếng Nga, từ tương đương với "đồng chí" là "Tovarishch" (товарищ) có nghĩa là "người cùng hội cùng thuyền, người bạn cùng làm ăn".
Phương Tây từ có nghĩa tương đương là "comrade" (tiếng Anh), "camarade" (tiếng Pháp), "Kamerad", "Kameradin" (tiếng Đức),... nghĩa là "đồng đội, bạn bè", bắt nguồn từ chữ camarada trong tiếng Tây Ban Nha nghĩa là "bạn cùng phòng".
Tại miền Nam Việt Nam trước năm 1975, những người có quan điểm chống Cộng muốn tránh dùng từ "đồng chí", đã dùng một từ Hán Việt có nghĩa gần tương đương là "chiến hữu", gốc Hán là 戰友. Khi chuyển ngữ sang tiếng Anh, cả "đồng chí" lẫn "chiến hữu" đều được dịch là "comrade".
Ở Trung Hoa Dân quốc, "Đồng chí" chỉ người đồng tính.

## Dấu ấn văn hoá
Nhà thơ Chính Hữu có một bài thơ nổi tiếng mang tên "Đồng chí", đang được đưa vào giảng dạy và đã được phổ nhạc.